# Kurt Fuller

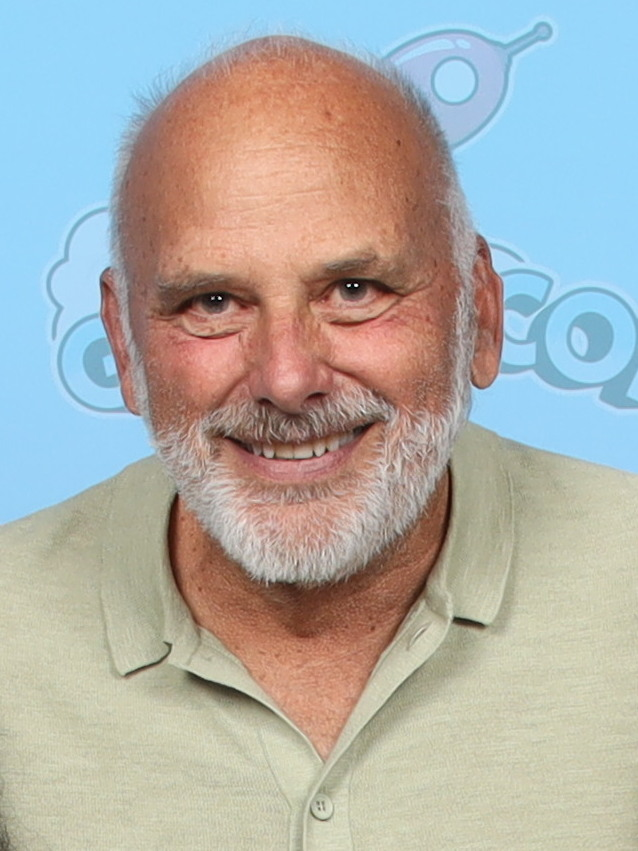
Kurt Fuller (2024)

Kurt Fuller (* 16. September 1953 in San Francisco, Kalifornien, als Curtis Fuller) ist ein US-amerikanischer Schauspieler.

## Leben
Kurt Fullers bekanntere Rollen sind Jack Hardemeyer in Ghostbusters II, Russell Finley in Wayne’s World und die des Sheriffs in Scary Movie. Im Fernsehen ist Fuller häufiger als Gastdarsteller in verschiedenen Serien zu sehen.
In der acht Folgen umfassenden Serie Hier kommt Bush! spielte er 2001 den Stabschef von George W. Bush, Karl Rove. 2002 spielte Fuller den deutsch-amerikanischen Schauspieler Werner Klemperer in der biografischen Verfilmung Auto Focus über Bob Crane, der durch die Serie Ein Käfig voller Helden bekannt wurde.
In den Serien Alias – Die Agentin, Desperate Housewives, Supernatural und Psych war er in wiederkehrenden Rollen zu sehen. In der kurzlebigen Serie Big Day gehörte er dem Hauptcast an. Von 2010 bis 2011 zählte Fuller zu den Hauptdarstellern der Serie Better with You. Außerdem übernahm er 2011 die Rolle des Richard Coombs in dem von Rockstar Games veröffentlichten Spiel L.A. Noire.
Fuller ist mit Jessica Hendra, der Tochter von Tony Hendra, verheiratet und hat zwei Töchter.

## Filmografie (Auswahl)
- 1984: Knight Rider (Fernsehserie, Folge 2x17)
- 1985: Wildside (Fernsehserie, sechs Folgen)
- 1986–1994: L.A. Law (Fernsehserie, drei Folgen)
- 1987: Cagney & Lacey (Fernsehserie, Folge 6x12)
- 1987: Sledge Hammer! (Fernsehserie, Folge 2x08)
- 1987: Running Man (The Running Man)
- 1988: Elvira – Herrscherin der Dunkelheit (Elvira, Mistress of the Dark)
- 1988: Das dreckige Spiel (True Believer)
- 1989: Der Hammer (No Holds Barred)
- 1989: Ghostbusters II
- 1990: Fegefeuer der Eitelkeiten (The Bonfire of the Vanities)
- 1991: Eve 8 – Außer Kontrolle (Eve of Destruction)
- 1991: Bingo – Kuck mal, wer da bellt! (Bingo)
- 1992: Wayne’s World
- 1995: Stuart Stupid – Eine Familie zum Kotzen (Stuart Saves His Family)
- 1995: Mord ist ihr Hobby (Murder, She Wrote, Fernsehserie, Folge 12x02)
- 1994–1996: Diagnose: Mord (Fernsehserie, drei Folgen)
- 1996: The Fan
- 1997–1998: Timecop (Fernsehserie, acht Folgen)
- 1999: Diamonds
- 1999, 2001: Providence (Fernsehserie, zwei Folgen)
- 2001: Hier kommt Bush! (That’s My Bush!, Fernsehserie)
- 2000: Scary Movie
- 2002: Auto Focus
- 2002: The New Guy
- 2002: Felicity (Fernsehserie, Folge 4x22)
- 2003: Die Wutprobe (Anger Management)
- 2003: Monk (Fernsehserie, Folge 2x05)
- 2003: Alias – Die Agentin (Alias, Fernsehserie, sechs Folgen)
- 2004: Ray
- 2005: Dr. House (House M.D., Fernsehserie, Folge 1x08)
- 2005: Charmed – Zauberhafte Hexen (Charmed, Fernsehserie, Folge 7x14)
- 2005: Boston Legal (Fernsehserie, drei Folgen)
- 2005–2006: Desperate Housewives (Fernsehserie, fünf Folgen)
- 2006: Das Streben nach Glück (The Pursuit of Happyness)
- 2006–2007: Big Day (Fernsehserie)
- 2007: Grey’s Anatomy (Fernsehserie, Folge 4x07)
- 2007: Mr. Woodcock
- 2007: CSI: Den Tätern auf der Spur (CSI: Crime Scene Investigation) (Fernsehserie, Folge 7x21)
- 2008: Superhero Movie
- 2009: Party Animals 3 – Willkommen auf der Uni (Van Wilder: Freshman Year)
- 2009: Glee (Fernsehserie, Folge 1x04)
- 2009–2013: Psych (Fernsehserie, 34 Folgen)
- 2009–2010, 2019: Supernatural (Fernsehserie, acht Folgen)
- 2010–2011: Better with You (Fernsehserie, 22 Folgen)
- 2011: Midnight in Paris
- 2012–2013: Parenthood (Fernsehserie, vier Folgen)
- 2013: Scandal (Fernsehserie, vier Folgen)
- 2013: Frozen Ground (The Frozen Ground)
- 2015: Liebe ohne Krankenschein (Accidental Love)
- 2016: BrainDead  (Fernsehserie, eine Folge)
- 2017: Psych: The Movie (Fernsehfilm)
- 2018: Josie – Sie umgibt ein dunkles Geheimnis (Josie)
- 2018: Die Wahrheit über den Fall Harry Quebert (The Truth About The Harry Quebert Affair) (Fernsehserie, zehn Folgen)
- 2019–2024: Evil (Fernsehserie)
- 2020: Psych 2: Lassie Come Home (Fernsehfilm)
- 2021: Psych 3: This Is Gus (Fernsehfilm)
- 2023: Night Court (Fernsehserie, zwei Folgen)
- 2023: Sound of Freedom

## Deutsche Synchronsprecher
In Ghostbusters II und Fegefeuer der Eitelkeiten wurde er von Joachim Pukaß synchronisiert, in den Produktionen Hier kommt Bush!, Alias – Die Agentin und Das Streben nach Glück von Detlef Bierstedt.